# Alfonso Font Carrera
Alfonso Font Carrera   (Barcelona, 28 d'agost de 1946) és un autor de còmics català.

## Biografia
Alfonso Font va néixer a Barcelona el 1946. Va començar a publicar els seus primers còmics el 1962, mentre continua amb els estudis de dibuix i pintura. Des de 1964, va participar en la col·lecció Hazañas del Oeste, d'Ediciones Toray. Per a l'estudi "Selecciones Ilustradas" va realitzar diversos còmics sobre famosos criminals de la història. El 1970 va col·laborar amb l'agència Fleetway, que el va introduir al mercat britànic, i les editorials nord-americanes Warren i Skywald. Amb guions de Carlos Echevarría, el 1974 va dibuixar la sèrie Géminis.
El 1975 es va traslladar a París, on va publicar a les revistes Pif Gadget, Scop i Tousse Bourin, col·laborant amb guionistes com Patrick Cothias (Sandberg, Père et fils, 1975-1977), Roger Lécureux (Los robinsones de la tierra, 1979-1982), Jean-Michel Charlier i Víctor Mora.
De tornada a l'estat espanyol, el 1978, es va unir a l'equip de la revista La Calle, junt amb Víctor Mora, Carlos Giménez i Adolfo Usero. Va continuar col·laborant amb Mora en sèries com Sylvestre i Tequila Bang!, protagonitzada per una dona aventurera que lluitava per la democràcia.
A començament dels anys 1980 va escriure i va dibuixar les sèries Cuentos de un futuro imperfecto (per a la revista 1984) i Historias Negras (per a Creepy). El 1982 va crear per a Rambla una estrafolària parella d'aventurers espacials, Clarke & Kubrick, les aventures del qual van aparèixer després a la revista Cimoc. També pertany a aquesta època el còmic El prisionero de las estrellas (Cimoc), una història d'un home clònic que comporta una reflexió personal sobre la llibertat, l'individualisme i el poder. Aquesta obra li va valer el premi Ciutat de Barcelona al millor còmic de la quarta edició del Saló del Còmic de Barcelona (1984). La història fou posteriorment prosseguida a El paraíso flotante. L'obra Las aventuras de Federico Mendelson Bartholy (Cimoc), pertany així mateix a la mateixa època. L'obra és paròdia dels tòpics del còmic d'aventures en format similar a una tira de premsa. El seu següent treball va ser Carmen Bond (A tope, 1985).
A mitjan dècada, ja amb una important obra al terreny de la ciència-ficció, va optar per fer la seva primera incursió en el gènere d'aventures amb la sèrie Jann Polinesia, molt influïda per la narrativa d'autors com Jack London o Robert Louis Stevenson. La historieta va passar després a dir-se John Rohner, marino. El 1987 va crear una nova heroïna, Taxi i, poc després, va realitzar Privado, el seu personal homenatge a la sèrie negra. El 1994 va col·laborar amb el guionista Juan Antonio De Blas en la realització de Negras Tormentas, i el 1995 va iniciar en solitari la historieta d'aventures medievals Bri D'Alban. Va tornar a treballar per al mercat estranger, especialment per a l'editorial italiana Bonelli, amb diverses històries del personatge Tex. El 1993 va ser guardonat amb el Gran Premi del Saló del Còmic de Barcelona.
La major part de les obres de Font van ser publicades en el seu moment per Norma Editorial, però moltes estan exhaurides. L'editorial Glénat n'ha reeditat algunes, entre elles Barcelona a l'alba (publicada per Glénat el 2007 en català com a Barcelona a trenc d'alba), Historias negras i El as negro.